# Schlangenkopfring

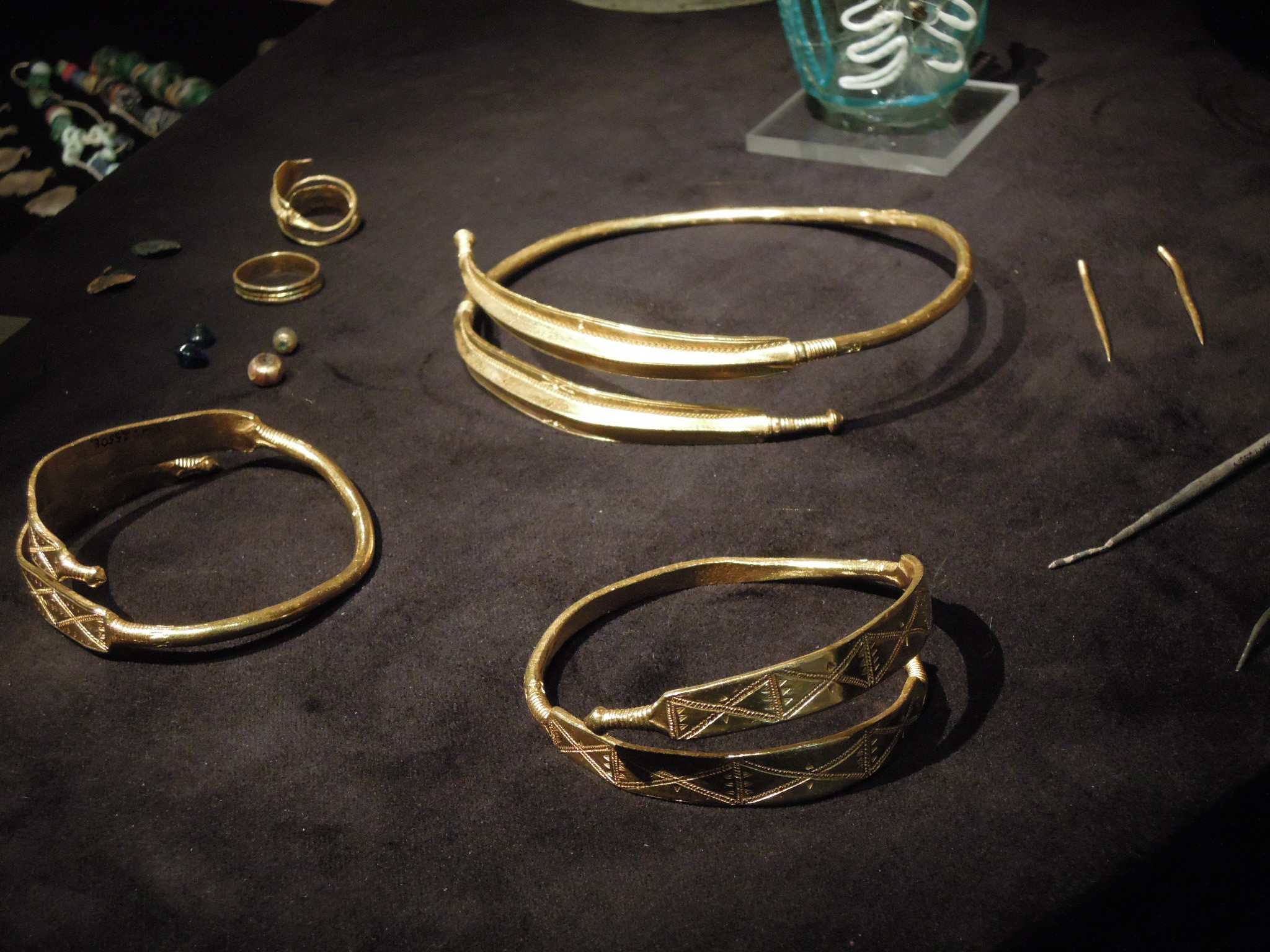
Schlangenkopfringe aus dem Frauengrab von Tuna

Der Schlangenkopfring ist ein ostskandinavisches Phänomen der Eisenzeit mit einer Fundhäufung auf den Inseln Gotland und Öland (23) in Schweden (gesamt 38). Außerhalb Skandinaviens wurden nur einzelne Ringe entdeckt, in Deutschland z. B. im großen Waffenopferfund im Thorsberger Moor (Schleswig-Holstein), in einem Grab von Emersleben (Magdeburg), einem Fund aus Flurstedt (Erfurt) und einem Schatz aus Cottbus. 

## Beschreibung
Ende des 19. Jahrhunderts begann man, die goldenen Halsreife als Schlangenkopfringe zu bezeichnen, obwohl diese Namensgebung unglücklich ist, denn vielfach hat der offene Ring an den Enden keinen Schlangenkopf, aber der Begriff ist eingeführt. Es finden sich auch Ringe mit einer Vogel- und Vogelkopfsymbolik.
Die heterogene Schmuckstückgruppe wurden von dem schwedischen Archäologen Hans Hildebrand schon früh in die Gruppen A, B und C unterteilt. Sein Ansatz war der Grad der Stilisierung, wobei A für eine naturalistische Kopfdarstellung steht, die an einen Drachen erinnert (Noussis, Finnland), während B (Gräsgard, Öland) mehr stilisiert ist, und bei C-Ringen die Köpfe zu einem Knopf (Välla, Bohuslän) herabgesetzt wurden. 
Der Ringtyp ist im heutigen Schweden im Zusammenhang mit Gräbern nur in dem reichen Frauengrab aus Tuna in Västmanland gefunden worden. Ansonsten gehören die Ringe ausschließlich zu Opferfunden. In den anderen Teilen Skandinaviens hat man sie oft in Gräbern gefunden und als Herrschersymbol interpretiert. Bei den Grabfunden überwiegen die in Frauengräbern, was bedeuten könnte, dass dies vornehmlich ein Frauenschmuck war. Die Gewichtsanalysen zeigen indessen, dass die in Frauengräbern gefundenen Ringe meist leichter sind als die aus den Männergräbern oder Depotfunden. 
Es ist unklar, warum es den Gegensatz zwischen den Teilen Skandinaviens gibt. Vielleicht hatten die Ringe in den Regionen unterschiedliche Funktionen. Da sie auf Seeland in reichen Gräbern vorkommen, liegt es nahe, sie als Herrschersymbole aufzufassen. Vielleicht haben sie auch eine Form der Identität markiert. Eine Theorie besagt, dass die Schlangenkopfringe ein Ehrensymbol für Personen darstellten, die in der militärischen Hierarchie oben standen. Dies würde z. B. ihr Vorkommen im Waffenopferfund von Thorsberg erklären. 
Auf Gotland und Öland findet man Schlangenkopfringe hingegen in Fundzusammenhängen, die als Entäußerungen interpretiert werden. Dort findet man auch intentionell zerstörte Ringe. Es ist anzunehmen, dass man diese als Opfer niederlegte,  in der Absicht sie nicht wieder zu bergen.